# هونغ تشو ها
هونغ تشو ها هو سياسي ماليزي، ولد في 15 سبتمبر 1950 في فيرق في ماليزيا. نشط حزبياً في الاتحاد الماليزي الصيني ‏. وقد انتخب عضو ديوان الرعية ‏.